# Сенниця-Ружана (Люблінське воєводство)
Сенниця-Ружана (пол. Siennica Różana) — село в Польщі, у гміні Сенниця-Ружана Красноставського повіту Люблінського воєводства. Населення — 961 особа (2011).

## Історія
За даними етнографічної експедиції 1869—1870 років під керівництвом Павла Чубинського, у селі переважно проживали римо-католики, меншою мірою — греко-католики, які здебільшого розмовляли українською мовою.
у 1945—1946 рр. році частину українців було переселено в СРСР, а решту (8 осіб) 6-15 липня 1947 року під час операції «Вісла» було депортовано у північно-західні воєводства Польщі.
У 1975—1998 роках село належало до Холмського воєводства.

## Населення
Демографічна структура станом на 31 березня 2011 року:
|          | Загалом | Допрацездатний вік | Працездатний вік | Постпрацездатний вік |
| -------- | ------- | ------------------ | ---------------- | -------------------- |
| Чоловіки | 454     | 84                 | 298              | 72                   |
| Жінки    | 507     | 87                 | 287              | 133                  |
| Разом    | 961     | 171                | 585              | 205                  |